# 上艾瑟
上艾瑟（荷蘭語：Overijse，荷蘭語發音：[ˈoːvərɛi̯sə]）是比利时弗拉芒大區弗拉芒布拉班特省哈勒-维尔福德区的一个市镇，西北与布鲁塞尔首都大区接壤，南接瓦隆大区瓦隆布拉班特省，面积44.43平方千米，人口25,169人（2018年1月1日）。上艾瑟是弗拉芒社群的一部分，官方语言与当地多数居民使用的语言为荷蘭語，不过当地有一定数量的法语人口，但上艾瑟并不是一个语言便利市镇，市政部门不为法语人士提供语言便利。

## 地名
“上艾瑟”（Overijse）得名于流经的艾瑟河（IJse），其为代勒河的支流。